# Kněževes, Rakovník
Kněževes là một chợ huyện thuộc huyện Rakovník, vùng Středočeský, Cộng hòa Séc.